# L'alba di Dallas
L'alba di Dallas (Dallas: The Early Years) è un film per la televisione del 1986 e prequel della serie televisiva Dallas. Il film è stato trasmesso sul canale statunitense CBS il 23 marzo 1986.

## Trama
Il film racconta le origini degli Ewing che va dal 1933 al 1951 e il triangolo amoroso tra Jock, Ellie e Digger e l'inizio degli intrighi.